# Esturió comú
L'esturió comú (Acipenser sturio) és una espècie de peix actinopterigi pertanyent a la família dels acipensèrids.

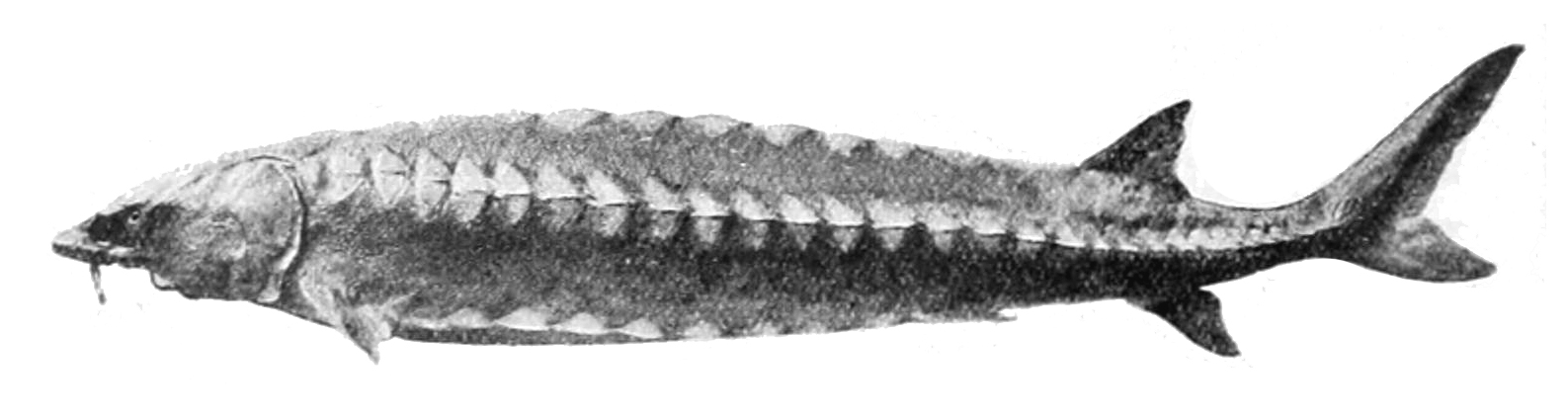
Imatge del 1917.

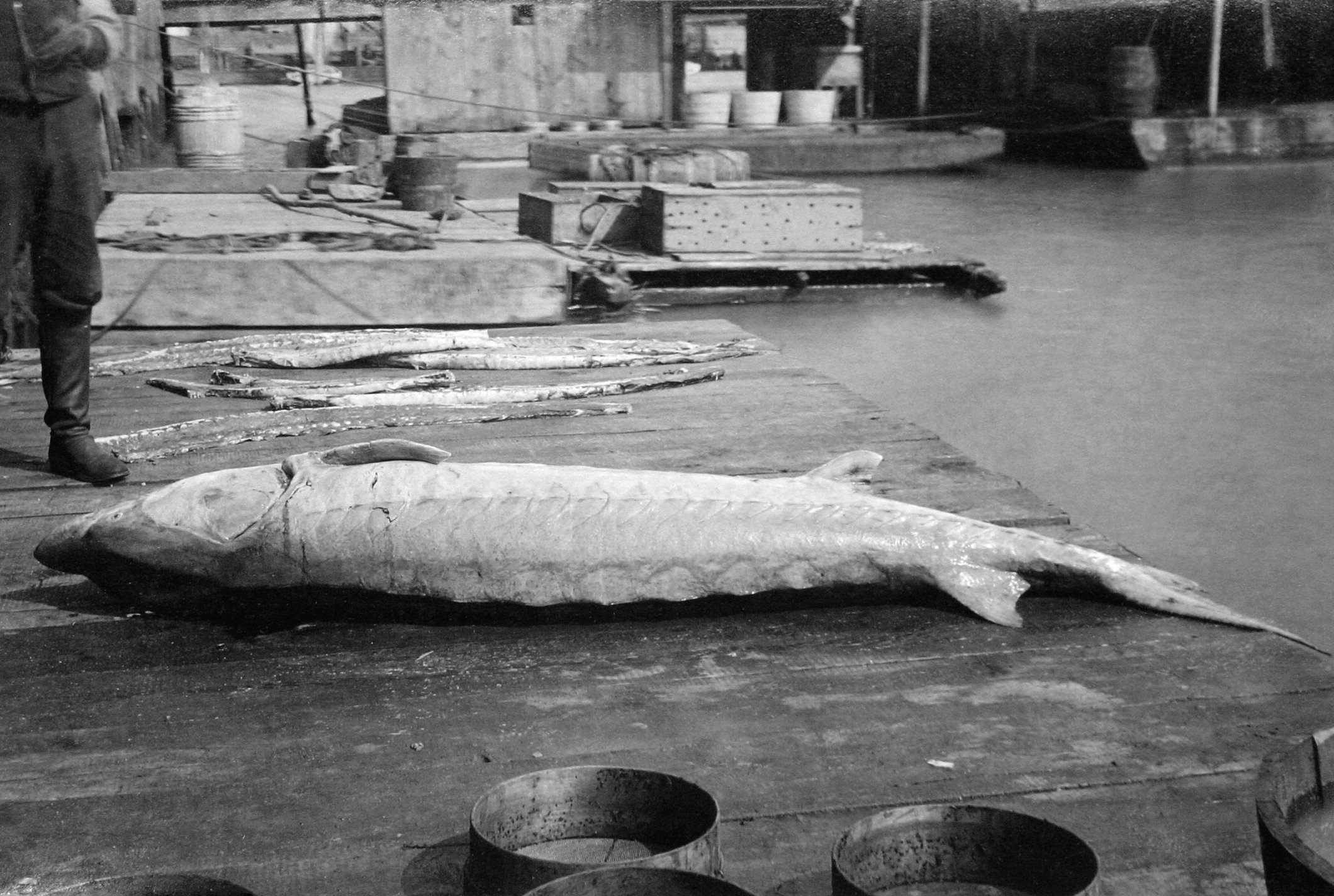
Exemplar capturat el 1896.

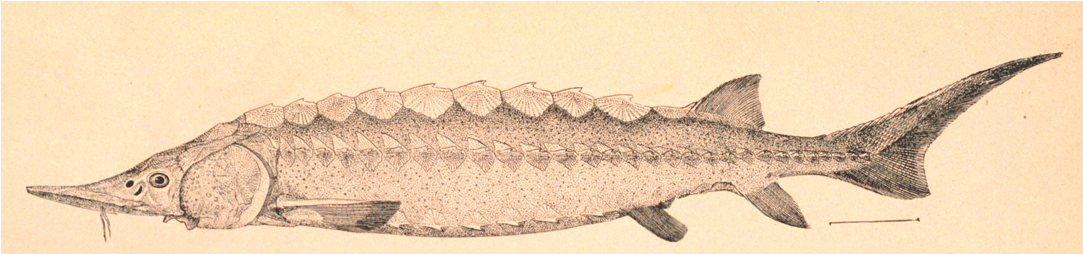
Acipenser sturio.

## Descripció
- Pot arribar a fer 304 cm de llargària màxima (normalment, en fa 130) i 400 kg de pes.
- Cos de secció pentagonal i cobert de cinc sèries longitudinals d'escuts.
- 30-44 radis tous a l'leta dorsal.
- 23-30 radis tous a l'aleta anal.
- Ventre de color blanc.[2][3][4]

És un peix solitari que pot assolir fins a cent anys.

## Reproducció
Viu la major part de la seua vida al mar, però entra als rius per a reproduir-s'hi. Assoleix la maduresa sexual de manera tardana, devers l'edat de 12 a 14 anys els mascles i 16 a 18 anys les femelles. Les femelles ponen entre 800.000 i 2.400.000 d'ous de color gris fosc que adhereixen sobre fons pedregosos.

## Alimentació
Menja crustacis, mol·luscs, poliquets i peixets.

## Hàbitat
És un peix d'aigua dolça, salabrosa i marina; demersal; anàdrom i de clima temperat (10 °C-18 °C; 71°N-34°N, 25°W-42°E) que viu entre 4-93 m de fondària (normalment, entre 5 i 60).

## Distribució geogràfica
Es troba a la mar del Nord, la mar Blanca, les costes europees atlàntiques (incloent-hi la conca de la Garona), la Mediterrània septentrional fins a  Rodes i l'oest i el sud de la mar Negra. Se l'ha registrat esporàdicament a Islàndia, el Marroc i Algèria.

## Ús comercial i sobreexplotació
Es comercialitza fresc i congelat per a ésser menjat cuit al vapor, fregit, rostit, bullit i enfornat. Els ous serveixen per a elaborar caviar. És inofensiu per als humans, però els humans són molt agressius i queden una amenaça per a la seva sobrevivència. Segons la Llista vermella de l'UICN queda en perill crític.

## Estat de conservació
La pesca, la construcció de preses, la contaminació de l'aigua i la canalització i regulació dels rius han conduït a la pèrdua i degradació dels seus llocs de fresa. En el cas particular de la Garona, l'extracció de grava del riu és una amenaça potencial per a aquesta espècie.

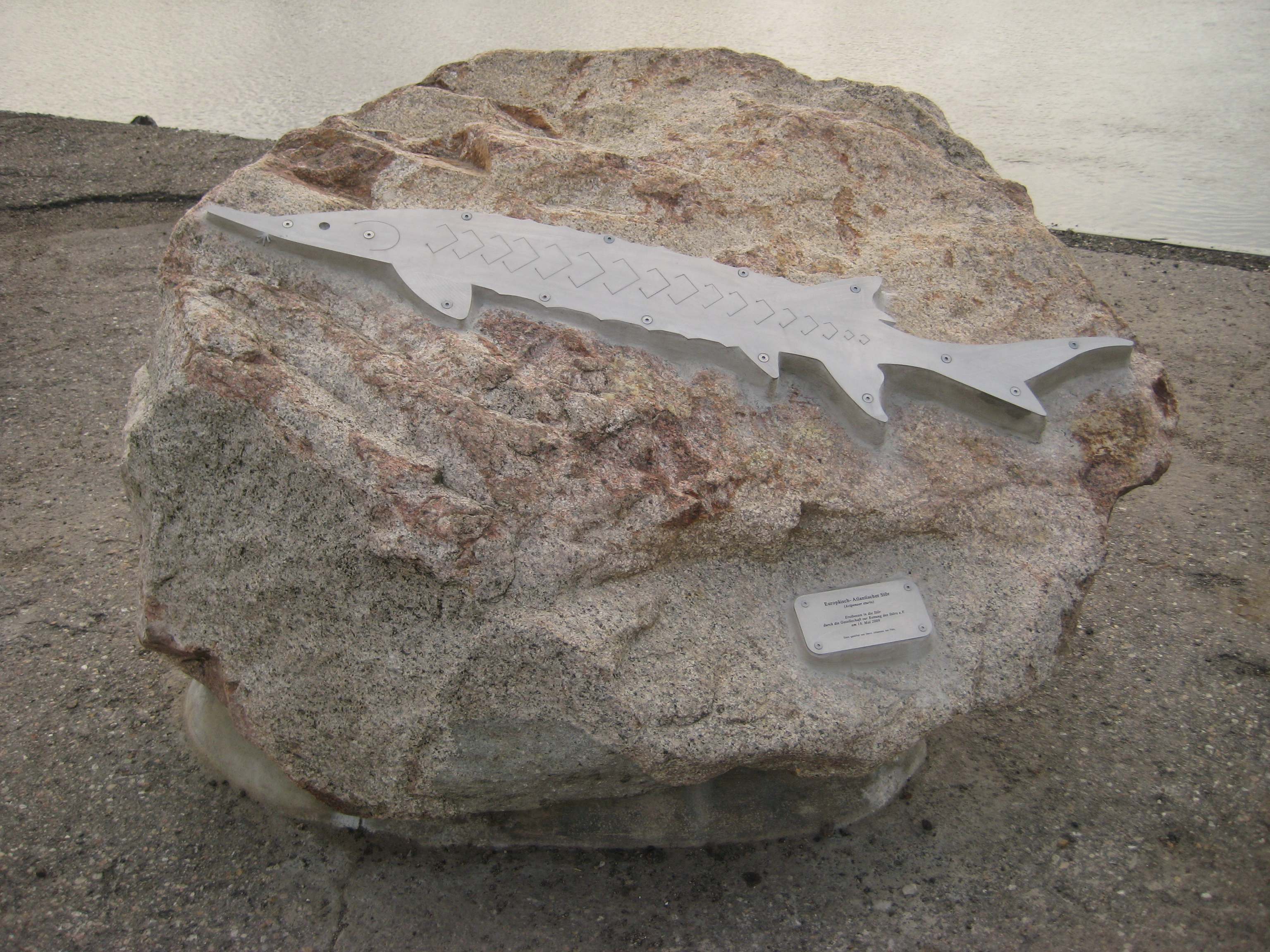
Monument de la reintroducció a la ribera de l'Stör a Itzehoe

El peix era molt comú a Alemanya fins a l'arribada de la pesca industrial a l'inici del segle xx que en va causar l'extinció vers la fi dels anys 1940. El darrere esturió documentat al riu Stör a la conca de l'Elba es va captar el 1945. La pol·lució i la presència de moltes rescloses van entrebancar el seu retorn. A Rostock es va fundar l'Associació per a la salvació de l'esturió europeu. Ha llançat tot un programa per a fer tornar el peix a Alemanya. Els primers peixos joves, criats des de la darrera població a França van ser deixats a l'Stör el 2009. Caldria entre deu i quinze anys d'intervenció humana abans que una població durable pogués recrear-se.
En l'actualitat a les Terres de l'Ebre es desenvolupa el projecte LIFE- MigratoEbre que actua per refer la connectivitat ecològica del tram inferior del riu Ebre i per a reïntroduir-hi, entre altres le saboga i l'esturió. Conté, entre d'altres, la construcció d'un pas de peix a l'assut de la Central nuclear d'Ascó, de 40 metres de llargada i 8 d'amplada amb un cost d'uns 80 mil euros que va entrar en funcionament el setembre de 2017. Anys després, el 14 d'octubre de 2024, entrava en funcionament el nou pas de peixos de l'Assut de Xerta.
Queda però el problema del Pantà de Flix, un altre obstacle major.
A banda, el 21 de desembre de 2023, van reintroduir-se 44 exemplars d'esturió a la zona de l'Assut de Tivenys.